# Mauquenchy
Mauquenchy ist eine französische Gemeinde mit 364 Einwohnern (Stand 1. Januar 2022) im Département Seine-Maritime in der Region Normandie (vor 2016 Haute-Normandie). Die Gemeinde gehört zum Arrondissement Dieppe und zum Kanton Gournay-en-Bray (bis 2015 Forges-les-Eaux). 

## Geografie
Mauquenchy liegt etwa 25 Kilometer nordöstlich von Rouen. Umgeben wird Mauquenchy von den Nachbargemeinden Roncherolles-en-Bray im Norden und Osten, Rouvray-Catillon im Süden und Südosten, Bosc-Édeline im Süden und Südwesten, Bois-Héroult im Südwesten sowie Bosc-Bordel im Westen und Nordwesten.

## Bevölkerungsentwicklung
| 1962                      | 1968 | 1975 | 1982 | 1990 | 1999 | 2006 | 2013 |
| 305                       | 271  | 257  | 261  | 266  | 276  | 305  | 345  |
| Quelle: Cassini und INSEE |      |      |      |      |      |      |      |

## Sehenswürdigkeiten

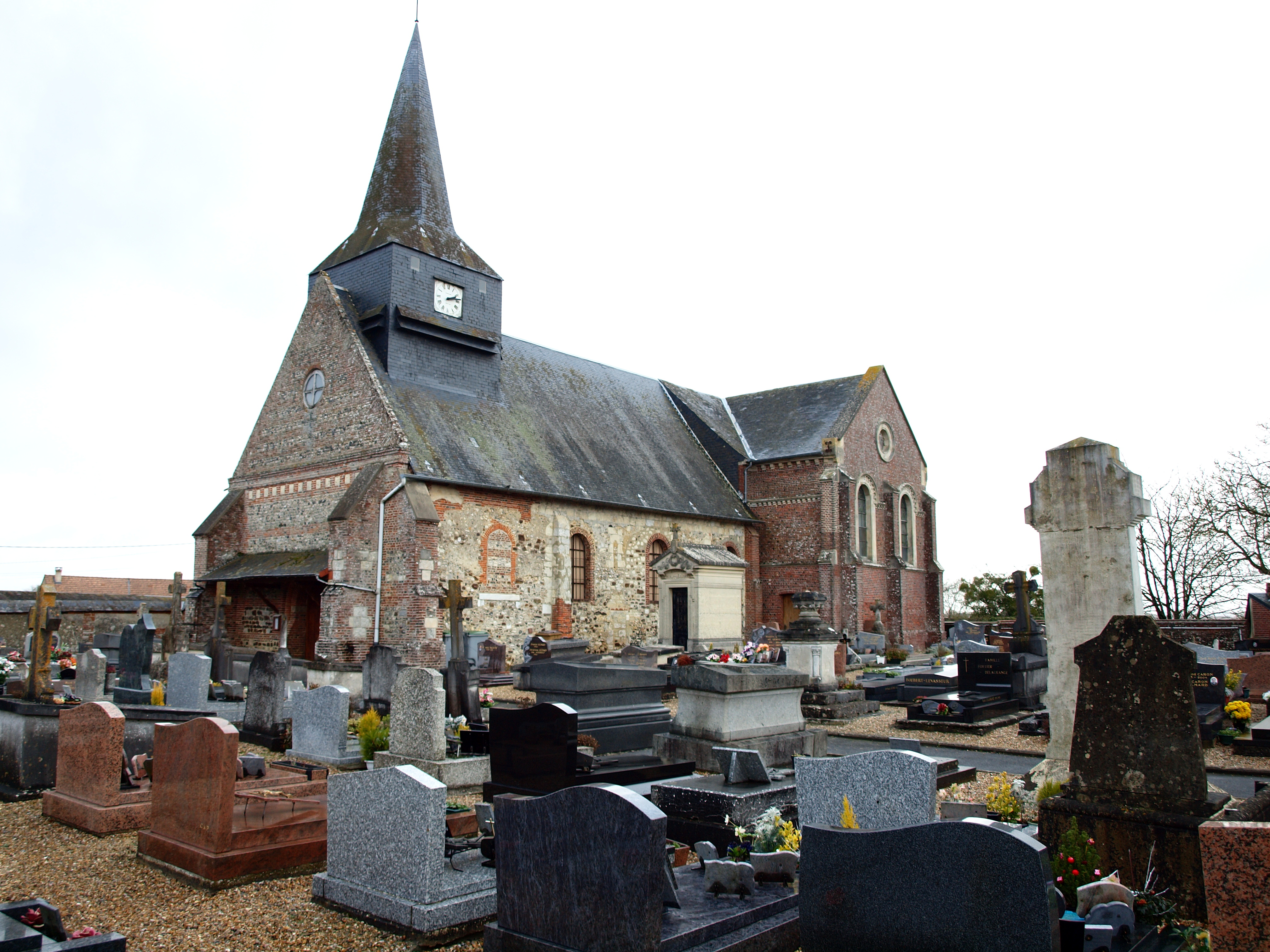
Kirche Saint-Martin-et-Saint-Aubin
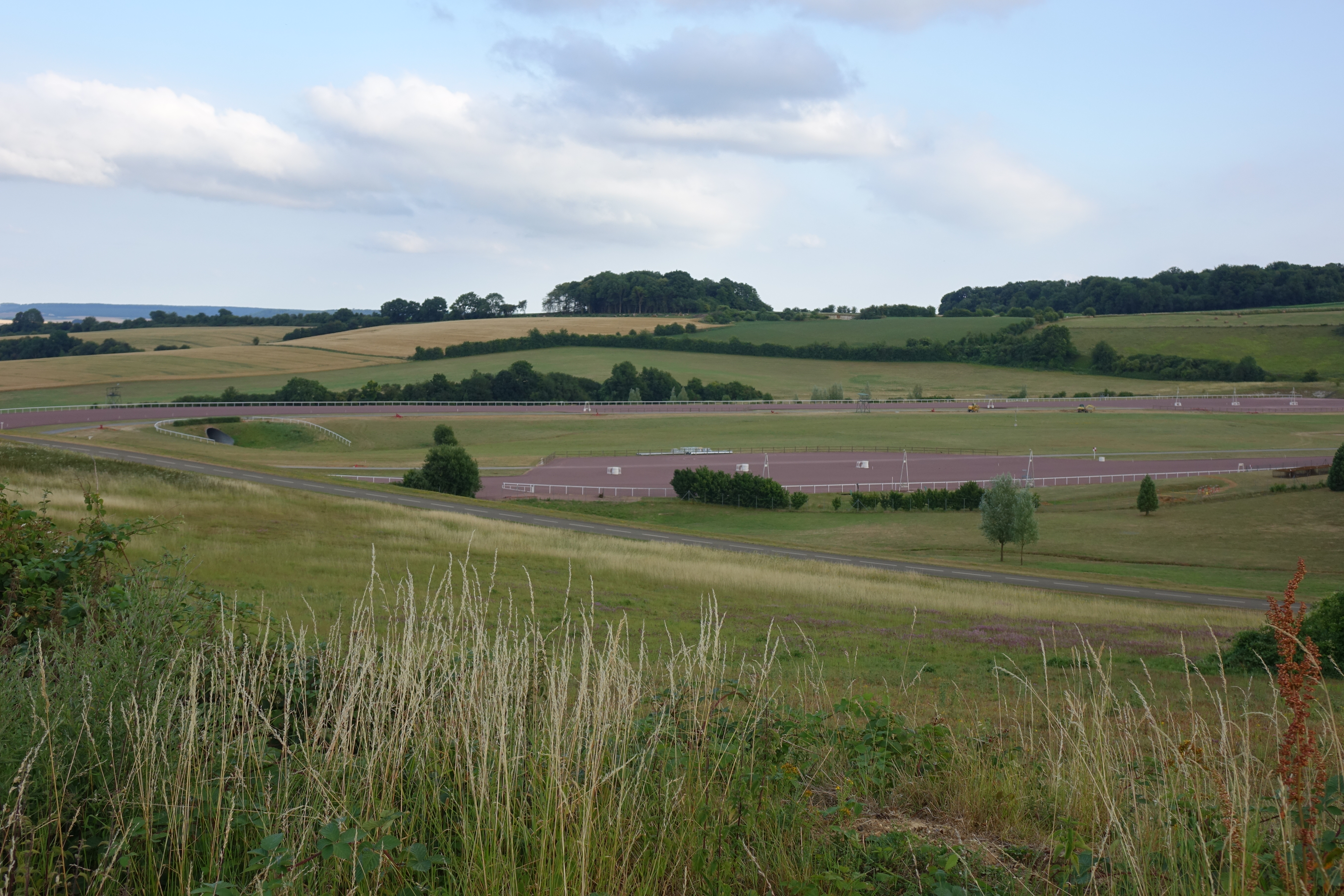
Hippodrom von Rouen-Mauquenchy

- Kirche Saint-Martin-et-Saint-Aubin
- Hippodrom